# Fredrik Krogstad
Fredrik Krogstad (Oslo, 6 giugno 1995) è un calciatore norvegese, centrocampista del Korona Kielce.

## Carriera
Krogstad ha giocato nelle giovanili del Lyn, prima di entrare in quelle del Lørenskog. Ha esordito in 2. divisjon il 27 aprile 2013, subentrando a Peter Sørensen Nergaard nel 2-2 casalingo contro l'Eidsvold Turn. Il 1º settembre ha trovato la prima rete, nel 5-3 inflitto al Senja.
Il 3 marzo 2015 è stato reso noto il suo trasferimento al Lillestrøm, a cui si è legato con un contratto biennale. Ha debuttato in Eliteserien il 7 aprile, schierato titolare nel pareggio casalingo per 1-1 contro lo Start. Il 16 maggio ha trovato la prima rete, contribuendo al successo per 1-3 maturato sul campo del Sarpsborg 08.
Il 24 febbraio 2016 è stato ceduto all'Ullensaker/Kisa con la formula del prestito. Il 3 aprile ha giocato la prima partita in 1. divisjon con questa casacca, venendo schierato titolare nel pareggio per 1-1 contro il Sandnes Ulf. Il 16 maggio è arrivata la prima rete, nel 5-1 inflitto al Mjøndalen. Al termine della stagione è tornato al Lillestrøm per fine prestito.
Il 3 aprile 2018 ha rinnovato il contratto che lo legava al club fino al 31 dicembre 2020. Il 26 luglio successivo ha esordito nelle competizioni europee per club, venendo impiegato da titolare nella sconfitta per 4-0 sul campo del LASK, sfida valida per il secondo turno di qualificazione all'Europa League 2018-2019.
Il 21 febbraio 2022 è passato ufficialmente allo Stabæk, firmando un contratto biennale.
Svincolato al termine di questa esperienza, il 2 aprile 2024 ha firmato un accordo valido sino al termine della stagione con i polacchi del Korona Kielce.

## Statistiche

### Presenze e reti nei club
Statistiche aggiornate al 2 aprile 2024.
| Stagione          | Club              | Campionato        | Campionato | Campionato | Coppe nazionali | Coppe nazionali | Coppe nazionali | Coppe continentali | Coppe continentali | Coppe continentali | Supercoppe | Supercoppe | Supercoppe | Totale | Totale |
| Stagione          | Club              | Comp              | Pres       | Reti       | Comp            | Pres            | Reti            | Comp               | Pres               | Reti               | Comp       | Pres       | Reti       | Pres   | Reti   |
| ----------------- | ----------------- | ----------------- | ---------- | ---------- | --------------- | --------------- | --------------- | ------------------ | ------------------ | ------------------ | ---------- | ---------- | ---------- | ------ | ------ |
| 2013              | Lørenskog         | 2D                | 23         | 1          | CN              | 0               | 0               | -                  | -                  | -                  | -          | -          | -          | 23     | 1      |
| 2014              | Lørenskog         | 2D                | 9          | 3          | CN              | 2               | 1               | -                  | -                  | -                  | -          | -          | -          | 11     | 4      |
| Totale Lørenskog  | Totale Lørenskog  | Totale Lørenskog  | 32         | 4          |                 | 2               | 1               |                    | -                  | -                  |            | -          | -          | 34     | 5      |
| 2015              | Lillestrøm        | ES                | 11         | 1          | CN              | 2               | 1               | -                  | -                  | -                  | -          | -          | -          | 13     | 2      |
| 2016              | Ullensaker/Kisa   | 1D                | 29         | 10         | CN              | 2               | 0               | -                  | -                  | -                  | -          | -          | -          | 31     | 10     |
| 2017              | Lillestrøm        | ES                | 27         | 5          | CN              | 5               | 1               | -                  | -                  | -                  | -          | -          | -          | 32     | 6      |
| 2018              | Lillestrøm        | ES                | 28         | 1          | CN              | 5               | 1               | UEL                | 2                  | 0                  | SN         | 1          | 0          | 36     | 2      |
| 2019              | Lillestrøm        | ES                | 27+2       | 1+0        | CN              | 2               | 0               | -                  | -                  | -                  | -          | -          | -          | 31     | 1      |
| 2020              | Lillestrøm        | 1D                | 29         | 7          | -               | -               | -               | -                  | -                  | -                  | -          | -          | -          | 29     | 7      |
| 2021              | Lillestrøm        | ES                | 24         | 1          | CN              | 2               | 0               | -                  | -                  | -                  | -          | -          | -          | 26     | 1      |
| Totale Lillestrøm | Totale Lillestrøm | Totale Lillestrøm | 146+2      | 16+0       |                 | 16              | 3               |                    | 2                  | 0                  |            | 1          | 0          | 167    | 19     |
| 2022              | Stabæk            | 1D                | 30         | 8          | CN              | 3               | 0               | -                  | -                  | -                  | -          | -          | -          | 33     | 8      |
| 2023              | Stabæk            | ES                | 28         | 0          | CN              | 2               | 0               | -                  | -                  | -                  | -          | -          | -          | 30     | 0      |
| Totale Stabæk     | Totale Stabæk     | Totale Stabæk     | 58         | 8          |                 | 5               | 0               |                    | -                  | -                  |            | -          | -          | 63     | 8      |
| apr.-giu. 2024    | Korona Kielce     | EK                | 0          | 0          | CP              | 0               | 0               | -                  | -                  | -                  | -          | -          | -          | 0      | 0      |
| Totale            | Totale            | Totale            | 265+2      | 38+0       |                 | 25              | 4               |                    | 2                  | 0                  |            | 1          | 0          | 295    | 42     |

## Palmarès

### Club

#### Competizioni nazionali
- Coppa di Norvegia: 1

Lillestrøm: 2017